# 小鱗狼牙脂鯉
小鱗狼牙脂鯉(ipqk:Acestrorhynchus microlepis)為輻鰭魚綱脂鯉目脂鯉亞目狼牙脂鯉科的其中一個種，分布於南美洲蓋亞那、蘇利南、法屬圭亞那的亞馬遜河及奧里諾科河流域，體長可達26公分，棲息在水質清澈河川底中層水域，以其他魚類、昆蟲為食，生活習性不明，可作為觀賞魚。
其种加词“microlepis”意为“细鳞的”。